# Erepsia lacera
Erepsia lacera là một loài thực vật có hoa trong họ Phiên hạnh. Loài này được (Haw.) Liede mô tả khoa học đầu tiên năm 1989 publ. 1990.